# Saison 3 des Hommes de l'ombre
Chronologie
Saison 2
Cet article présente les épisodes de la troisième et dernière saison de la série télévisée française Les Hommes de l'ombre.

## Distribution

### Majorité
- Nicolas Marié : Alain Marjorie, Président de la République française
- Carole Bouquet : Élisabeth Marjorie, femme d'Alain Marjorie, Première dame de France
- Yves Pignot : Robert Palissy, sénateur, Ministre de l'Intérieur et nouveau premier ministre, chef du parti centriste PDR
- Bruno Wolkowitch : Simon Kapita, spin doctor, conseiller spécial du président de la République et de l'Élysée, directeur de l'agence Pygmalion
- Rachida Brakni : Clémence Parodi, ministre chargée des relations avec le Parlement
- Laurent Lucas : Maxime Beaugendre, ancien Premier ministre
- Anne Benoît : Hélène Sacco, chef du parti présidentiel puis Premier ministre

### Opposition
- Philippe Magnan : Philippe Deleuvre, ex-Premier ministre, président du principal parti de droite UPR, chef de l'opposition, candidat aux primaires de droite
- Grégory Fitoussi : Ludovic Desmeuze, spin doctor de Carrère, ex-directeur de l'agence Pygmalion
- Sophie-Charlotte Husson : Anne-Marie Carrère, députée UPR des Hauts-de-Seine, candidate aux primaires de droite

### Journalistes
- Emmanuelle Bach : Apolline Vremler, ex-femme de Simon Kapita et journaliste de Mediamag
- Marianne Fabbro : Juliette Kapita, fille de Simon Kapita et d'Apolline Vremler et journaliste indépendante
- David Pujadas : Lui-même
- Michaël Darmon : Lui-même
- Jean-Pierre Elkabbach : Lui-même

### Autres
- Anne Loiret : Annie Vaneck, directrice de la DGSE
- Camille de Leu : Aïcha / Jennifer

## Liste des épisodes

### Épisode 1:Mort en direct
À six mois de la prochaine élection présidentielle, le premier ministre Beaugendre et son opposant Morlaix, leader de l'extrême droite débattent dans les locaux de France Inter de la mise en place par le Gouvernement du Président Marjorie d'une réforme des Institutions. Marjorie donnait perdant dans les sondages et en difficulté sur le front de l'emploi ( 5 millions de chômeurs ) envoie également Clémence Paroldi la ministre des Relations avec le Parlement quand un homme cagoulé mitraille la salle, Morlaix est tué et Beaugendre survit, alors que les autres témoins, y compris Simon Kapita et Clémence Parodi, responsable de la réforme du président, échappent par miracle à la tuerie. L'homme cagoulé fuit en moto et tue 2 autres agents de sécurité. Après ce drame, Kapita couche avec Parodi. Le lendemain, lorsqu'ils se retrouvent à l'Elysée, la jeune femme lui demande de tout oublier.
L'attentat précipite le gouvernement dans une tempête médiatique sans fin : Marjorie est obligé de faire voter au plus vite les nouvelles résolutions et pour cela laisser l'extrême droite obtenir plus de sièges à l'Assemblée. Mais tout ne se passe pas comme prévu et le vote est saboté par le groupe de la majorité. Beaugendre se désolidarise de la décision du président publiquement. Marjorie qui prend cette annonce comme une trahison demande conseil à Kapita. Ce dernier lui conseille d'annoncer la démission du premier ministre et de former un nouveau gouvernement. Palissy chargé de l'intérieur organise une traque des tueurs : les premières informations qui annonçaient l'attaque comme étant organisée par Daech étaient fausses, les tueurs faisant partie d'un groupuscule d'extrême droite provenant des Pays-Bas.

### Épisode 2:La Femme de l'ombre
Kapita demande au président d'intervenir en faveur de sa femme mais ce dernier ne veut rien entendre et envoie une délégation régler le problème. Apolline qui s'est rendue à Beyrouth pour enquêter sur les affaires de Clémence Parodi afin d'aider son amie juge d'instruction enquêtant sur les affaires financières de la jeune femme découvre plus que ce qu'elle pensait trouver : des dossiers financiers sur des affaires de pots de vin impliquant d'autres personnalités plus importantes. Beaugendre, décidé à se venger de Marjorie, fait pression sur Palissy : il a des informations sur les malversations de son fils concernant l'effondrement d'un établissement scolaire dans la souscription de Parodi.
Pendant ce temps, Marjorie continue à se rendre à ses rendez-vous secrets : sa maîtresse n'est autre que Clémence Parodi. Elisabeth est accueillie à l'aéroport par Kapita. Il décide d'aider la première dame, délaissée par son mari, à se refaire une image auprès du public. Le président profite du regain d'intérêt pour les médias concernant son épouse et se fait photographier à ses côtés ainsi que des parents de la jeune femme incarcérée dans les émirats. Le raid qui a repéré les tueurs de Morlaix fait une descente dans une ferme abandonnée. Il découvre les corps des assassins : tout laisse à supposer qu'ils se soient suicidés, tout du moins en théorie.

### Épisode 3:Politique people
L'annonce de la liaison de Marjorie fait l'effet d'une bombe dans les médias. Désavouée par le président à la suite de sa mise en examen par la juge chargée de suivre l'affaire de l'effondrement du lycée de Villefranche, Parodi doit remettre sa démission publiquement. Apolline toujours à Beyrouth pour son enquête sur Middle East Investments est enlevée par des terroristes et son contact abattu à la terrasse d'un café. L'assistant de la jeune femme parvient à prendre ses affaires personnelles sur le lieu du drame, y compris son journal. Elisabeth de retour des émirats découvre sur les tabloïds la nouvelle. Kapita de son côté aide le président à sauver ce qui peut l'être en annonçant publiquement que l'affaire de cœur datait d'il y a six mois et est depuis finie.

Palissy déterminé à couvrir son fils Martin pour les malversations sur l'affaire du lycée effondré annonce à Kapita que son ex-femme est détenue derrière la frontière libanaise en Syrie. La journaliste fait la connaissance d'autres détenues comme elle, dont une femme parlant français. Le président assure à Kapita qu'il fera tout son possible pour sortir son ex-femme du guêpier dans lequel elle se trouve. Beaugendre et Carrère font des apparitions télévisées pour mettre à mal la réputation de Marjorie. Ce dernier ment à sa femme en lui affirmant qu'il n'a plus de liaison avec Parodi. Elisabeth se prend à nouveau d'affection pour son mari, tout en ignorant la vérité. Alors qu'une réunion de sécurité est organisée pour préparer la délivrance de l'ex-femme de Kapita, Palissy annonce qu'il a un homme chargé de discuter la libération de la journaliste, un certain Capitaine Marwad mais la DGSE n'est pas de son avis. Le président donne carte blanche à son premier ministre pour l'exfiltration d'Apolline.

### Épisode 4:Manipulation
Flash Mag, le magazine people qui avait annoncé la relation du président reçoit par courrier anonyme une clé USB contenant l'échographie de Clémence avec des documents révélant qu'elle est enceinte de trois mois. La directrice appelle Desmeuze pour lui annoncer la nouvelle. Il en profite pour informer sa cliente et Beaugendre. Juliette apprend la nouvelle de la capture de sa mère à Beyrouth et tente d'en savoir plus grâce au journal récupéré par l'assistant d'Apolline. Elle fait équipe avec son père Simon Kapita pour découvrir les responsables de son enlèvement : elle découvre le nom de Martin Palissy, le fils du premier ministre entouré de rouge.

Kapita continue à essayer de sortir le président des problèmes qui commencent à s'amonceler : la clé USB reçue par le journal lui est donnée. À son tour, il fait visionner son contenu à Marjorie qui se réjouit. Marjorie part voir Clémence afin qu'elle garde l'enfant. Elle lui demande d'annoncer la nouvelle à Elisabeth. Alors que Marjorie se prépare à recevoir le premier ministre au cours d'un dîner officiel, il avoue la vérité à sa femme. Folle de chagrin mais aussi de colère, elle lui claque la porte et l'humilie publiquement lors du dîner. Apolline, dans un état pitoyable, reçoit la visite de sa geôlière : Aïcha, la jeune femme qui parlait français et qui se nomme en fait Jennifer Voisin. Elle lui dit qu'elle ne retournera jamais dans son pays et qu'elle sera décapitée prochainement. Juliette informe son père que Palissy est derrière l'enlèvement de sa mère et qu'il n'a aucune intention de la déliver.

### Épisode 5:Trahisons
Apolline est finalement libérée par le groupe d'intervention envoyé par la DGSI et rapatriée en France. Palissy est contraint à la démission par le président. L'homme est abattu moralement et rencontre Beaugendre pour lui proposer son appui mais ce dernier n'en veut pas et le laisse tomber. Du côté de l'opposition, Carrère décidée à gagner les primaires de droite fait apparaître au grand jour l'homosexualité de Deleuvre par un MMS au cours d'une réunion du parti.

Elisabeth est rappelée à l'Elysée par Marjorie qui souhaite leur divorce. Elle n'accepte qu'à une condition : que ce soit immédiat. Le président lui demande un délai supplémentaire, ce qu'elle refuse bien évidemment. Kapita va la voir et lui propose en échange de patienter quelques semaines que Marjorie intercède dans l'affaire Marianne Joly. Elle accepte l'offre. Alors que le pays est dans la tourmente après la démission de Palissy, Hélène Sacco, la dirigeante du parti à l'assemblée est nommée premier ministre. Kapita a une nouvelle idée qu'il propose à Marjorie : la mise en place d'un référendum concernant la modernisation des instances politiques.

### Épisode 6:Fin de partie
Marianne Joly est finalement relâchée et revenue en France. La publicité faite autour de son retour est saluée par le président qui pour l'occasion salue la détermination de sa femme sans qui cela n'aurait pas pu être possible. Palissy prévient son fils Martin de fuir le pays avant que ce dernier ne se fasse arrêter par la juge qui a reçu les pleins pouvoirs pour continuer son enquête. Carrère de son côté est furieuse que Deleuvre ait pu apporter son soutien au président. Beaugendre est lui aussi en guerre contre Marjorie. Elisabeth prépare son départ de l'Elysée mais avant elle rencontre Clémence Parodi. Les deux femmes se disent leurs quatre vérités. Alors que Palissy est à la chasse en forêt, il est terrassé par une crise cardiaque et meurt, son chien à côté de lui.

La traque d'Aïcha se poursuit. La jeune femme ne cesse d'appeler au téléphone Apolline pour lui proposer de la rencontrer afin de faire un reportage. La DGSI qui la surveille se sert de la journaliste comme appât pour piéger la terroriste. Kapita s'en rend compte et prévient la directrice de la DGSI d'arrêter ça. Alors qu'il doit s'entretenir avec le président, Kapita découvre que la personne qui a envoyé la clé USB contenant l'échographie de Parodi n'est autre que l'intéressée elle-même. Lorsqu'il va la voir, la jeune femme ne le nie même pas. Elisabeth part en cachette de l'Elysée après avoir fait de tendres adieux à Kapita.

Le référendum a lieu et les résultats donnent Marjorie victorieux au grand dam de Beaugendre. Carrère renvoie finalement Desmeuze qui ne lui sert plus à rien. Pendant ce temps, la toile pour arrêter Aïcha commence à prendre forme mais la jeune femme, qui a compris que les services secrets protégeaient Apolline, tend un piège à la journaliste : elle tue les deux policiers chargés de sa protection et lui donne rendez-vous dans un lieu isolé. Alors que la criminelle a dans le viseur de sa mitrailleuse la journaliste, Kapita apparaît et lui fait détourner son attention. Aïcha le blesse au bas ventre. Elle s'avance vers lui pour l'achever mais un autre policier avec un fusil à lunettes l'abat d'une balle en pleine tête.

## Commentaires
- La série prévue au départ comme un triptyque sur le pouvoir (Saison 1 : l'accession au pouvoir, Saison 2 : la gestion du pouvoir et la Saison 3 comme l'après-pouvoir) par les auteurs. La chaîne permet ainsi aux scénaristes de donner une fin à la hauteur des espérances des fans [1].
- Comme la précédente, cette saison fait de nombreuses références à l'actualité et notamment au quinquennat de François Hollande :
  - La saison débute par un attentat terroriste d'abord revendiqué par Daech, ce qui fait écho aux attentats de janvier 2015 en France.
  - Une proposition de loi sur la proportionnelle pour les élections législatives est lancée dans la série, certains personnages craignent que cela ne permette à l'extrême-droite d'obtenir un groupe à l'Assemblée nationale et indiquent qu'ils n'ont que deux députés, ce qui correspond à la réalité de la XIVe législature de la Cinquième République française au moment du tournage où il n'y a que deux députés portant l'étiquette Rassemblement bleu Marine.
  - Le premier ministre Maxime Beaugendre qui décide de démissionner parce qu'il n'est plus en accord avec la politique du président fait référence aux nombreux ministres présents au début du quinquennat de François Hollande qui ont démissionné pour les mêmes raisons. L'opposition d'une partie de sa majorité fait également référence aux députés « frondeurs ».
  - De plus Beaugendre envisage d'être candidat aux primaires du parti contre Marjorie, ce qui fait référence aux ambitions présidentielles que la presse prête à cette époque à Emmanuel Macron et Manuel Valls.
  - Le scandale dans lequel est impliqué Martin Palissy, le fils de Robert Palissy, ministre de l'intérieur et premier ministre, fait partiellement référence au scandale qui a entouré Thomas Fabius, fils de Laurent Fabius, alors ministre de affaires étrangères.
  - La relation discrète entretenu entre le président de la République, Alain Marjorie, et Clémence Parodi évoque celle entre François Hollande et Julie Gayet ainsi que celle entre François Mitterrand et Anne Pingeot car une enfant naît de cette liaison dans la série.
  - Lorsque Clémence Parodi, alors ministre en fonction, accouche et décide de cacher le nom du père de son enfant, il est fait référence à l'« ancienne Garde des Sceaux » qui a dissimulé le nom du père d'un enfant qu'elle a eu également en exercice. Il s'agit d'une référence à Rachida Dati ayant accouché lorsqu'elle était ministre de la justice.
  - L'enlèvement d'Appoline Vremler en Syrie évoque le cas des nombreux journalistes occidentaux enlevés par des terroristes au cours des dernières années dans des territoires allant du Maghreb au Proche et au Moyen-Orient.
  - Le cas de la terroriste Aïcha évoque le destin de beaucoup de jeunes Français partis faire le Jihad en Syrie et notamment celui des jeunes non musulmans endoctrinés et convertis par les recruteurs fanatiques de Daech.
  - Il est fait référence à des primaires pour les principaux partis de droite et de gauche qui seraient organisées en vue des élections présidentielles suivantes.
  - Les révélations sur l'homosexualité de Philippe Deleuvre évoquent celle sur Florian Philippot et d'autres politiciens.
  - Plusieurs noms de partis politiques réels sont cités dans la série comme celui du président Alain Marjorie qui, étant désigné comme de gauche, appartient au Parti socialiste.
  - Le nom du Front national n'est pas cité mais apparaît à l'écran lors de l'interview télévisée du vice-président du principal parti d'extrême-droite.
  - En revanche, le nom du principal parti de droite n'est présent que dans le sigle « UPR », qui apparaît à l'écran lors des interviews de Philippe Deleuvre, qui en est le président, et d'Anne-Marie Carrère, qui est députée des Hauts-de-Seine. On ne sait pas à quoi correspond ce sigle et il ne correspond pas au nom réel du principal parti de la droite française contrairement aux deux précédents, cela peut s'expliquer par le fait du changement fréquent de nom de ce parti contrairement aux deux précédents qui portent un nom ancien. S'il existe bien un parti réel nommé UPR en France, l'Union Populaire Républicaine fondée en 2007, ce n'est pas le principal parti de la droite française.
  - Maxime Beaugendre n'était pas encore premier ministre de Marjorie dans la saison 2 puisque son prédécesseur y apparaissait et était joué par Hervé Pierre, il n'était pas nommé et restait assez discret. Sachant que Beaugendre est à son tour remplacé par Palissy puis par Sacco à six mois des élections présidentielles, Alain Marjorie aura donc eu quatre Premiers ministres différents au cours de son quinquennat, ce qui en fait pratiquement un par an. Il n'y a cependant jamais eu autant de gouvernements successifs dans un seul mandat présidentiel sous la Ve République.